# Ecuador (singolo)
Ecuador è un singolo dei disc jockey tedeschi Sash! e Rodriguez dell'aprile del 1997. Si tratta del terzo singolo estratto dall'album di Sash! It's My Life – The Album, uscito il mese di agosto dello stesso anno. Ecuador ha avuto grande successo in tutto il mondo inserendosi ai primissimi posti di numerose classifiche di vendita.

## Video musicale
Nel corso del videoclip di Ecuador, che è stato diretto da Oliver Sommer, autore dei video di Encore une fois e Stay, si alternano delle immagini di paesaggi desertici, aquile e donne che emulano degli uccelli muovendo le braccia come se fossero delle ali.

## Accoglienza
Il Daily Record scozzese ha apprezzato molto Ecuador e l'ha definita «una hit dance intelligente» e «un pezzo orecchiabile». Daisy & Havoc di Music Week RM hanno assegnato alla traccia un punteggio pari a 3/5 sostenendo che «a nostro parere, è più ascoltabile del successone Encore une fois».
Ecuador si è inserita in molte casistiche di vendita, raggiungendo la posizione numero uno nelle Fiandre, in Romania e in Scozia, così come nella Dance Club Play statunitense e la RPM canadese. Si è anche inserita nelle prime dieci posizioni delle casistiche di Regno Unito, Danimarca, Finlandia, Germania, Irlanda, Paesi Bassi, Norvegia, Svezia e Svizzera. Ha anche raggiunto la top 20 in Austria, Francia e Islanda.
Nel solo Regno Unito, Ecuador ha quasi eguagliato lo stesso successo di Encore une fois, vendendo più di 600.000 copie e ottenendo così la certificazione di platino.

## Cover
Il 15 marzo 2013 i tedeschi ItaloBrothers hanno pubblicato la traccia This Is Nightlife, che è costruita su una melodia di Ecuador.
Il 28 aprile 2023 Sash! ha pubblicato, assieme all'olandese R3hab e la rumena Inna,  il singolo Rock My Body, che interpola Ecuador.

## Formazione
- Sash! – strumentazione elettronica
- Rodriguez – strumentazione elettronica